# 李永君
李永君（1965年9月—），男，汉族，河北大名人，中华人民共和国政治人物，曾任中共河北省委政法委常务副书记、秘书长，省维稳办主任，新疆维吾尔自治区人民检察院检察长。现任内蒙古自治区人民检察院检察长。